# Moses Mabhidastadion
Het Moses Mabhida Stadion is een stadion in de stad Durban, Zuid-Afrika. Het is vernoemd naar Moses Mabhida, een voormalige secretaris-generaal van de Communistische Partij van Zuid-Afrika.
Het stadion was een van de speelstadions voor het WK 2010. Tijdens dit evenement had het stadion een capaciteit van 70.000 plaatsen, na het evenement werd dit teruggebracht naar 54.000. Het stadion staat naast het Kings Park Stadion en ligt in de buurt van het Durban Street Circuit. Op 19 juni 2010 werd hier de tweede groepswedstrijd gespeeld tussen Nederland en Japan.

## WK-interlands
| № | Datum        | Wedstrijd             | Uitslag | Competitie               | Toeschouwers |
| - | ------------ | --------------------- | ------- | ------------------------ | ------------ |
| 1 | 13 juni 2010 | Duitsland – Australië | 4 – 0   | WK 2010 – Groep D        | 62.600       |
| 2 | 16 juni 2010 | Spanje – Zwitserland  | 0 – 1   | WK 2010 – Groep H        | 62.453       |
| 3 | 19 juni 2010 | Nederland – Japan     | 1 – 0   | WK 2010 – Groep E        | 62.010       |
| 4 | 22 juni 2010 | Nigeria – Zuid-Korea  | 2 – 2   | WK 2010 – Groep B        | 61.874       |
| 5 | 25 juni 2010 | Brazilië – Portugal   | 0 – 0   | WK 2010 – Groep G        | 62.712       |
| 6 | 28 juni 2010 | Nederland – Slowakije | 2 – 1   | WK 2010 – Achtste finale | 61.962       |
| 7 | 7 juli 2010  | Duitsland – Spanje    | 0 – 1   | WK 2010 – Halve finale   | 62.960       |

Soccer City (Johannesburg) · Groenpuntstadion (Kaapstad) · Nelson Mandelabaaistadion (Port Elizabeth) · Moses Mabhidastadion (Durban) · Ellispark (Johannesburg)· Vrystaat-stadion (Bloemfontein) · Loftus Versfeld (Pretoria) · Royal Bafokengstadion (Rustenburg) · Mbombelastadion (Nelspruit) · Peter Mokabastadion (Pietersburg)